# Čestín
Čestín (en allemand : Tschestin) est une commune du district de Kutná Hora, dans la région de Bohême-Centrale, en République tchèque. Sa population s'élevait à 426 habitants en 2020.

## Géographie
Čestín se trouve à 8 km au nord de Zruč nad Sázavou, à 20 km au sud-ouest de Kutná Hora et à 57 km au sud-est de Prague.
La commune est limitée par Sudějov et Chlístovice au nord, par Zbraslavice à l'est, par Řendějov au sud, et par Kácov et Petrovice II à l'ouest.

## Histoire
La première mention écrite de la localité date de 1291.

## Administration
La commune se compose de neuf quartiers :
- Čestín
- Čenovice
- Čentice
- Kamenná Lhota
- Kasanice
- Kněž
- Milotice
- Morány
- Polipsy